# Qufaylun
Qufaylun (tiếng Ả Rập: قفيلون) là một ngôi làng Syria nằm trong phó huyện Hirbnafsah ở huyện Hama. Theo Cục Thống kê Trung ương Syria (CBS), Qufaylun có dân số 501 trong cuộc điều tra dân số năm 2004. Cư dân của nó chủ yếu là Alawites.